# 普利茅斯 (愛荷華州)
普利茅斯（英語：Plymouth）是一個位於美國愛荷華州塞羅戈多縣的城市。

## 地理
普利茅斯的座標為43°14′43″N 93°07′21″W / 43.24528°N 93.12250°W，而該地的平均海拔高度為346米（即1135英尺）。

## 人口
根據2010年美國人口普查的數據，普利茅斯的面積為1.14平方千米，當中陸地面積為1.14平方千米，而水域面積為0.00平方千米。當地共有人口382人，而人口密度為每平方千米335人。